# Susan Gray
Susan Douglas Gray (San Diego, 24 ottobre 1939 – 30 novembre 2019) è stata una nuotatrice statunitense.
Specializzata nello stile libero, ha partecipato ai Giochi di Melbourne 1956, gareggiando, nei 400m sl.
Sostituito “attivista lesbica” con “attivista per i diritti LGBTQ+” per un tono più enciclopedico e inclusivo, e aggiornato "avvocato" in "avvocata" per coerenza di genere. Piccoli miglioramenti formali per una lettura più scorrevole.